# Aretí Athanasopulu
Aretí Athanasopulu –en griego, Αρετή Αθανασοπούλου– (Atenas, 17 de noviembre de 1977) es una deportista griega que compitió en taekwondo. Ganó una medalla de oro en el Campeonato Mundial de Taekwondo de 2003, en la categoría de –59 kg.

## Palmarés internacional
| Campeonato Mundial | Campeonato Mundial                | Campeonato Mundial | Campeonato Mundial |
| Año                | Lugar                             | Medalla            | Categoría          |
| ------------------ | --------------------------------- | ------------------ | ------------------ |
| 2003               | Garmisch-Partenkirchen (Alemania) | Medalla de oro     | –59 kg             |